# Elektrizitätswerk Ehreshoven II

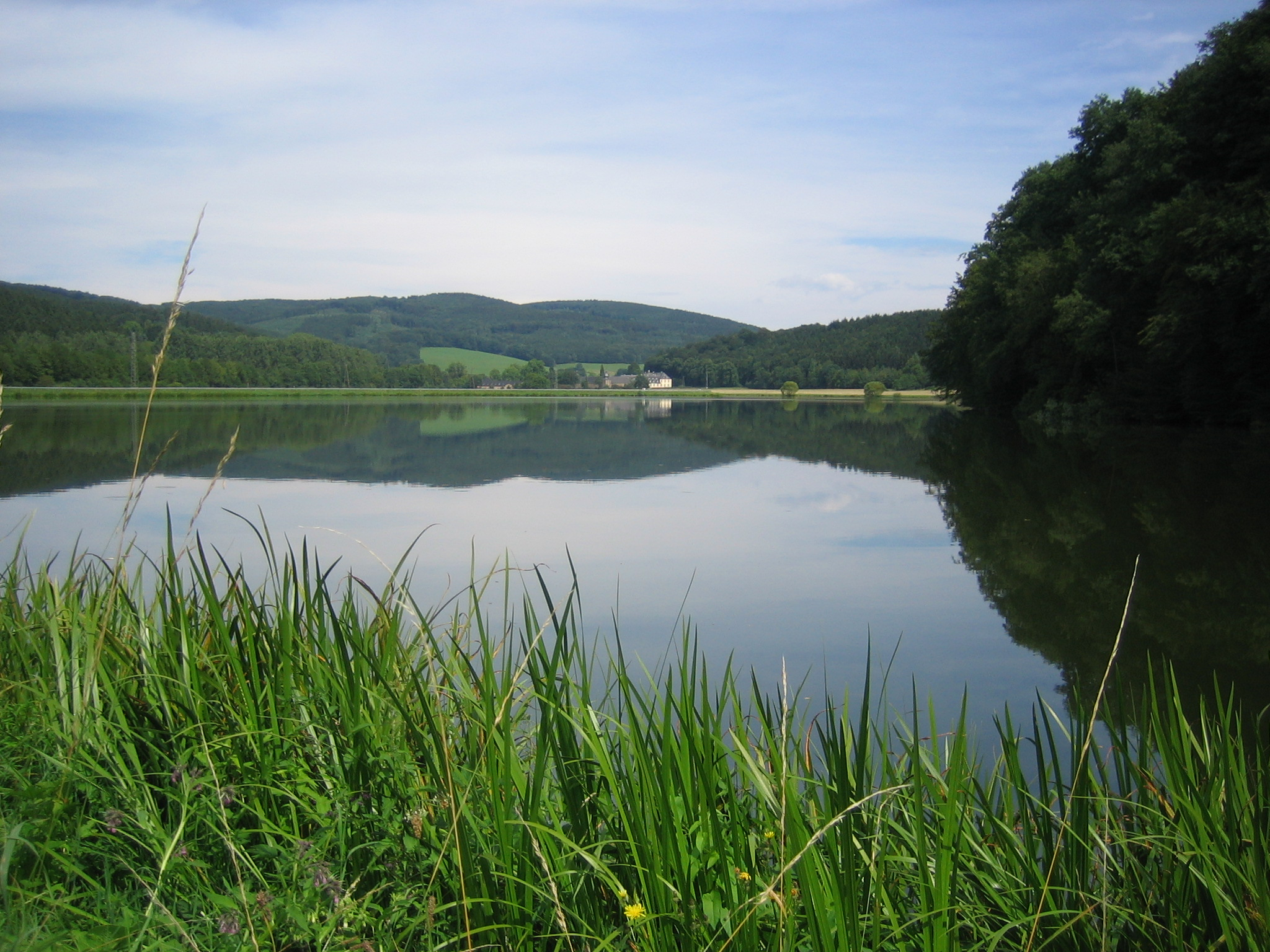
Der Stausee Ehreshoven, im Hintergrund Schloss Ehreshoven

Das Elektrizitätswerk Ehreshoven II ist ein Wasserkraftwerk in Ehreshoven. Die Anlage steht unter Denkmalschutz.

## Lage und Beschreibung
Das Kraftwerk befindet sich im Südwesten des Engelskirchener Ortsteils Loope an der Grenze zu Vilkerath, das als Ortsteil der Stadt Overath dem Rheinisch-Bergischen Kreis angehört. Die Anlage staut einen Arm der Agger zum Stausee Ehreshoven. Ein Nebenarm der Agger zweigt am Elektrizitätswerk Ehreshoven I vom Hauptstrom ab, umfließt den Stausee westlich und mündet unmittelbar dahinter wieder in den Hauptstrom.
Das Bauwerk staut 324.000 m³ der Agger. Die Fallhöhe des Wassers beträgt 5,60 Meter. Das durchschnittliche Regelarbeitsvermögen der zwei Kaplan-Turbinen beträgt pro Jahr 1992 Megawattstunden. Im Jahr 2007 konnte Ehreshoven II 2800 Megawattstunden erzeugen, zusammen mit Ehreshoven I wurden in jenem Jahr 6200 Megawattstunden erzeugt. Beide Kraftwerke zusammen können rund 800 Haushalte mit Strom versorgen.

## Geschichte
Der Rat der Gemeinde Engelskirchen, die seinerzeit zum Kreis Wipperfürth gehörte, überlegte bereits vor den 1920er Jahren, die Agger zur Gewinnung elektrischer Energie zu nutzen, hatte dafür jedoch entweder keine ausreichenden Finanzmittel oder wurde durch die Inflation an der Realisierung gehindert. Der Kreis Gummersbach reichte stattdessen am 24. August 1923 beim Bezirksausschuss Köln einen Antrag ein, in dem zu Engelskirchen gehörenden Broich und in Ehreshoven Elektrizitätswerke zu errichten. Die Firma Ermen & Engels und die Gemeinde Engelskirchen antworteten darauf im Februar 1924 mit einem eigenen Antrag.
Der Kölner Bezirksausschuss forderte am 2. September 1924 Nachbesserungen und vertagte eine Entscheidung über den Bau eines Kraftwerks in Ehreshoven. Gleichzeitig lehnte er einen alternativen Antrag der Wasserkraft GmbH Overath und der Verwaltung des Stifts Ehreshoven, hier ein Kraftwerk zu errichten, ab. Der Kreis Gummersbach, der die Gemeinden Engelskirchen und Ründeroth und den Kreis Wipperfürth ursprünglich hatte mit einbinden wollen, sah aufgrund deren eigenen gescheiterten Anträgen und Gegenprojekten nun von deren Beteiligung ab. Nachdem das Kreiselektrizitätswerk Dieringhausen der Gemeinde Engelskirchen Sonderkontingente an Strom zugeteilt hatte, zog die Gemeinde Engelskirchen im Oktober 1925 eigene Anträge und Widersprüche gegen den Bau der Anlage zurück.
Die Anlage wurde 1933 in Betrieb genommen und 1935 an die RWE verkauft, die sie 2002 an einen privaten Betreiber weiterveräußerte.
Für die Stromproduktion des Oberbergischen Kreises ist das Kraftwerk heute bedeutungslos.